# Lukáš Wagenknecht
Lukáš Wagenknecht (* 24. září 1978 Pardubice) je český ekonom a auditor, který byl v letech 2018 až 2024 senátorem za obvod č. 23 – Praha 8 za Českou pirátskou stranu. Od února 2014 do června 2015 byl prvním náměstkem ministra financí ČR pro oblast finančního řízení a auditu.
Wagenknecht spoluzaložil think tank Centrum of Excellence for Good Governance v roce 2012 a od ledna 2018 přispívá do Neovlivní.cz, jenž se zaměřuje na investigativní žurnalistiku. V červenci 2017 založil s Lukášem Pečeňou společnost Good Governance za účelem financování stejnojmenného think tanku.
Jako externí odborník přednáší interní audit na Fakultě financí a účetnictví VŠE v Praze.

## Život a práce
V letech 1997 až 2002 vystudoval postupně bakalářský a navazující magisterský obor hospodářská politika a správa na Fakultě ekonomicko-správní Univerzity Pardubice a získal tak titul Ing.
Následně v letech 2003 až 2006 působil na Ministerstvu vnitra ČR, kde se jako úředník zabýval interním auditem. Později přešel do soukromé sféry a do konce roku 2007 pracoval pro společnost Foxconn, v níž se věnoval internímu auditu, systému řízení kvality a výrobě ICT.
Jeho pracovní kariéra pokračovala v letech 2007 až 2009 na Regionální radě regionu soudržnosti Střední Čechy, kde byl vedoucím odboru interního auditu a měl na starosti i problematiku fondů Evropské unie. V letech 2009 až 2013 působil opět v soukromém sektoru, a sice ve společnosti Deloitte, kde se jako manažer zabýval vnitřním kontrolním systémem, Evropskou unií, manažerskou kontrolou a auditem.
V roce 2013 byl pak krátce zaměstnán v Dopravním podniku hl. m. Prahy jako vedoucí odboru interního auditu. Upozornil na nesrovnalosti v interních systémech, ředitel Ďuriš jej ještě ve zkušební době odvolal. V roce 2015 obdržel Cenu za odvahu Nadačního fondu proti korupci.

Během své pracovní kariéry auditoval stovky projektů, do povědomí veřejnosti se asi nejvíce zapsalo odhalení zmanipulovaných dotací v operačním programu Severozápad, nebo audit výstavby metra A v Praze.

## Politické působení

### Auditor Ministerstva financí
Dne 3. února 2014 jej tehdejší ministr financí Andrej Babiš jmenoval svým 1. náměstkem pro oblast finančního řízení a auditu. Nastupoval jako odborník hnutí ANO na potlačení korupce, v té době s další silnou osobností Simonou Hornochovou. V červnu 2015 jej ministr z funkce náměstka odvolal, podle rozhovoru s Wagenknechtem za spory s tehdejší ministryní pro místní rozvoj Karlou Šlechtovou za kritiku jejího tendru na monitorovací systém evropských fondů. Ministr mu údajně nabízel náhradní místo politického náměstka, s jehož existencí se Wagenknecht nikdy neztotožnil.
Později v roce 2018 Wagenknecht poskytoval rozhovory, v nichž ministrovu kauzu Čapí hnízdo považuje za dotační podvod.

### Senátor
V roce 2018 byl kandidátem Pirátské strany na senátora za volební obvod č. 23 – ten zahrnuje území městských částí Praha 8, Březiněves, Ďáblice, Dolní Chabry, Čakovice a Letňany. Se ziskem 18,15 % hlasů vyhrál první kolo voleb a ve druhém kole se utkal s nestraníkem za TOP 09 a hnutí STAN Pavlem Dunglem. Toho porazil poměrem hlasů 54,45 % : 45,54 % a stal se nejmladším senátorem. Ještě v říjnu 2018 se stal členem senátorského Klubu pro liberální demokracii – SENÁTOR 21. V říjnu 2019 do České pirátské strany vstoupil.
V roce 2019 se Wagenknecht obrátil na bulharské státní zastupitelství kvůli investici společnosti ČEZ do bulharské černouhelné elektrárny Varna a současně Piráti podali v této věci trestní oznámení. Nákup a následný prodej elektrárny podle nich vedly ke ztrátě zhruba 8,5 miliardy korun ze státních financí.
V roce 2019 Wagenknecht zahájil právní žalobu u Evropského soudního dvora ohledně údajného střetu zájmu a dotačního podvodu předsedy vlády Andreje Babiše a holdingu Agrofert. Pirátská strana také podala žalobu v ČR po tom, co Wagenknecht upozornil na „možné podezření o porušení povinnosti při správě cizího majetku, zneužití pravomoci úřední osoby nebo spáchání dotačního podvodu“, kterou se následné vyšetřuje Národní centrála proti organizovanému zločinu (NCOZ).
V lednu 2020 inicioval Wagenknecht a nezisková organizace Transparency International – Česká republika podněty na podání správní žaloby ohledně možného střetu zájmů premiéra Babiše kvůli jeho vlivu na média skrze mediální dům MAFRA patřící holdingu Agrofert, který vydává deníky Mladá fronta DNES a Lidové noviny.
Na žádost Wagenknechta iniciovala irská Evropská ombudsmanka Emily O'Reilly vyšetřování ke střetu zájmů Babiše a Agrofertu. To vedlo v únoru 2020 ke zveřejnění dopisu německého evropského komisaře Günthera Oettingera Babišovi z roku 2018, ve kterém Oettinger deklaruje potřebné kroky, které by Babiš měl vykonat, aby předešel svému střetu zájmů.
Mezi témata volebního obvodu, která Wagenknecht, řešil patří Kaufland Bohnice, budoucí podoba a studie sídliště Ďáblice, výstavba stromů v Čimicích, park Dlážděnka či areál výzkumných ústavů Běchovice.
V lednu 2022 kandidoval na post předsedy Pirátů, ve druhém kole volby jej porazil poměrem hlasů 265 : 662 dosavadní předseda strany Ivan Bartoš.
Ve volbách do Senátu v roce 2024 obhajoval mandát senátora za Piráty v obvodu č. 23 – Praha 8. Podporovala jej také hnutí STAN a SEN 21, strany Osmička žije a Zelení a spolek „Zdravé Letňany“. Se ziskem 23,00 % hlasů skončil na 3. místě, nepostoupil do druhého kola, a mandát senátora tak neobhájil.
V říjnu 2024 oznámil svou druhou kandidaturu na funkci předsedy Pirátů. Na sjezdu strany v listopadu 2024 jej však ve volbě těsně porazil Zdeněk Hřib.
V březnu 2025 ukončil členství v České pirátské straně, důvody komentovat nechtěl. Později jako důvod uvedl nesouhlas s lídrem kandidátky Pirátů v Karlovarském kraji Vladimírem Votápkem a jeho minulostí v KSČ a KSČM.